# 7758 Poulanderson
7758 Poulanderson è un asteroide della fascia principale. Scoperto nel 1990, presenta un'orbita caratterizzata da un semiasse maggiore pari a 2,3826944 UA e da un'eccentricità di 0,1856201, inclinata di 21,62751° rispetto all'eclittica.